# Liste der Einträge im National Register of Historic Places im Josephine County
Diese Liste der Einträge im National Register of Historic Places im Josephine County enthält alle im Josephine County, Oregon in das National Register of Historic Places eingetragenen Gebäude, Bauwerke, Objekte, Stätten oder historischen Distrikte.
Diese Liste entspricht dem Bearbeitungsstand des National Park Service/National Register of Historic Places vom 11. Oktober 2024.

## Legende
| NRHP | Historic Place             |
| NHL  | National Historic Landmark |
| HD   | National Historic District |

## Aktuelle Einträge
| [ 2 ] | Name                                         | Bild                                         | Eintragsdatum                  | Lage                                                                                                   | Ort                     | Beschreibung                                         |
| ----- | -------------------------------------------- | -------------------------------------------- | ------------------------------ | --- | ----------------------- | ---------------------------------------------------- |
| 1     | John and Susanna Ahlf House                  | John and Susanna Ahlf House                  | 9. Mai 1983 ID-Nr. 83002154    | 762 NW 6th St. 42° 26′ 44,1″ N, 123° 19′ 25,6″ W                                                       | Grants Pass             |                                                      |
| 2     | Allen Gulch Mill                             |                                              | 4. Okt. 2001 ID-Nr. 01001148   | südöstlich von der Straßenkreuzung der Waldo Rd. und Waldo Lookout Road 42° 3′ 0″ N, 123° 38′ 16″ W    | Cave Junction, Siedlung |                                                      |
| 3     | Allen Gulch Townsite                         |                                              | 4. Okt. 2001 ID-Nr. 01001136   | südöstlich von der Straßenkreuzung der Waldo Rd. und Waldo Lookout Road 42° 2′ 50″ N, 123° 37′ 55″ W   | Cave Junction, Siedlung |                                                      |
| 4     | George Calhoun House                         | George Calhoun House                         | 2. Dez. 1981 ID-Nr. 81000495   | 612 NW 5th St. 42° 26′ 37,9″ N, 123° 19′ 33,8″ W                                                       | Grants Pass             |                                                      |
| 5     | Cameron Mine                                 |                                              | 4. Okt. 2001 ID-Nr. 01001144   | südlich von der Straßenkreuzung der Waldo Rd. und Waldo Lookout Road 42° 2′ 29″ N, 123° 38′ 15″ W      | Cave Junction, Siedlung |                                                      |
| 6     | Cedar Guard Station No. 1019                 | weitere Bilder                               | 8. Apr. 1986 ID-Nr. 86000837   | Oregon Route 46 42° 8′ 25,9″ N, 123° 27′ 24,5″ W                                                       | Cave Junction           |                                                      |
| 7     | Clark–McConnell House                        | Clark–McConnell House                        | 3. Juni 1998 ID-Nr. 98000628   | 961 SE 8th St. 42° 25′ 51,7″ N, 123° 19′ 42,9″ W                                                       | Grants Pass             |                                                      |
| 8     | Clark–Norton House                           | Clark–Norton House                           | 27. Feb. 1986 ID-Nr. 86000290  | 127 NW D St. 42° 26′ 29,4″ N, 123° 19′ 35,5″ W                                                         | Grants Pass             |                                                      |
| 9     | Michael Clemens House                        | Michael Clemens House                        | 29. Apr. 1982 ID-Nr. 82003728  | 612 NW 3rd St. 42° 26′ 40,8″ N, 123° 19′ 42,7″ W                                                       | Grants Pass             |                                                      |
| 10    | Albert B. and Mary Cornell House             | Albert B. and Mary Cornell House             | 31. Okt. 2002 ID-Nr. 02001279  | 121 NE B St. 42° 26′ 33,1″ N, 123° 19′ 27,8″ W                                                         | Grants Pass             |                                                      |
| 11    | Thomas Croxton House                         | Thomas Croxton House                         | 29. März 1979 ID-Nr. 79002076  | 1002 NW Washington Blvd. 42° 26′ 52,9″ N, 123° 19′ 31,9″ W                                             | Grants Pass             |                                                      |
| 12    | Deep Gravel Mine                             |                                              | 4. Okt. 2001 ID-Nr. 01001141   | nördlich der Straßenkreuzung der Waldo Rd. und BLM Rd. 40-8-28 42° 4′ 6,8″ N, 123° 38′ 43,2″ W         | Cave Junction, Vorort   |                                                      |
| 13    | Dimmick–Judson House                         | Dimmick–Judson House                         | 3. Juni 1998 ID-Nr. 98000629   | 906 NE 8th St. 42° 26′ 46,8″ N, 123° 19′ 12,8″ W                                                       | Grants Pass             |                                                      |
| 14    | Esterly Pit #2 / Llano de Oro Mine           |                                              | 4. Okt. 2001 ID-Nr. 01001145   | nördlich der Waldo Rd. und BLM Rd. 40-8-28 42° 4′ 23,8″ N, 123° 38′ 15,9″ W                            | Cave Junction, Vorort   |                                                      |
| 15    | Joseph Fetzner House                         | Joseph Fetzner House                         | 25. Okt. 1990 ID-Nr. 90001595  | 314 NE. Fetzner St. 42° 26′ 49,1″ N, 123° 19′ 8,1″ W                                                   | Grants Pass             |                                                      |
| 16    | Dr. William H. Flanagan House                | Dr. William H. Flanagan House                | 9. Mai 1983 ID-Nr. 83002155    | 720 NW 6th St. 42° 26′ 39,7″ N, 123° 19′ 27,4″ W                                                       | Grants Pass             |                                                      |
| 17    | Fry Gulch Mine                               | Fry Gulch Mine                               | 4. Okt. 2001 ID-Nr. 01001143   | Waldo Rd. und BLM Rd. 40-8-28 42° 3′ 6″ N, 123° 39′ 10″ W                                              | Cave Junction, Vorort   |                                                      |
| 18    | Golden Historic District                     | weitere Bilder                               | 25. Juli 2002 ID-Nr. 02000825  | 3482 Coyote Creek Road 42° 40′ 55″ N, 123° 20′ 9″ W                                                    | Wolf Creek              |                                                      |
| 19    | Grants Pass City Hall and Fire Station       | Grants Pass City Hall and Fire Station       | 7. Sep. 1984 ID-Nr. 84003017   | 4th und H Sts. 42° 26′ 21,4″ N, 123° 19′ 48,5″ W                                                       | Grants Pass             |                                                      |
| 20    | Grants Pass G Street Historic District       | weitere Bilder                               | 7. Okt. 1993 ID-Nr. 93001030   | zwischen der SW G und H Sts., inklusive der 4th und 6th Sts. 42° 26′ 20,4″ N, 123° 19′ 43″ W           | Grants Pass             |                                                      |
| 21    | Grants Pass Supervisor’s Warehouse           | weitere Bilder                               | 6. März 1991 ID-Nr. 91000163   | 1012 SW L St. 42° 26′ 13,8″ N, 123° 20′ 20″ W                                                          | Grants Pass             |                                                      |
| 22    | Grave Creek Bridge                           | weitere Bilder                               | 29. Nov. 1979 ID-Nr. 79002077  | nördlich von Grants Pass 42° 38′ 10″ N, 123° 22′ 39,3″ W                                               | Sunny Valley            |                                                      |
| 23    | High Gravel Mine                             | High Gravel Mine                             | 4. Okt. 2001 ID-Nr. 01001142   | südlich der Waldo Rd. und Waldo Lookout Rd. 42° 2′ 54″ N, 123° 38′ 36,7″ W                             | Cave Junction, Siedlung |                                                      |
| 24    | Hotel Josephine Annex                        | Hotel Josephine Annex                        | 21. Feb. 1997 ID-Nr. 97000133  | 118 NW E St. 42° 26′ 28,1″ N, 123° 19′ 36″ W                                                           | Grants Pass             |                                                      |
| 25    | Hugo Community Baptist Church                | Hugo Community Baptist Church                | 25. Okt. 1990 ID-Nr. 90001587  | 6501 Hugo Rd. 42° 35′ 4,7″ N, 123° 24′ 6,9″ W                                                          | Grants Pass vicinity    |                                                      |
| 26    | Kienlen–Harbeck Building                     | weitere Bilder                               | 13. Mai 1982 ID-Nr. 82003729   | 147 SW G St. 42° 26′ 20,8″ N, 123° 19′ 42″ W                                                           | Grants Pass             |                                                      |
| 27    | William J. and Sarah Wagner Lippincott House | William J. and Sarah Wagner Lippincott House | 18. Mai 2015 ID-Nr. 15000239   | 14601 Watergap Road 42° 16′ 26,3″ N, 123° 15′ 40,8″ W                                                  | Williams, Vorort        |                                                      |
| 28    | Logan Cut                                    |                                              | 4. Okt. 2001 ID-Nr. 01001154   | historischer Kanal von Logan Cut 42° 6′ 17″ N, 123° 38′ 30″ W                                          | Cave Junction, Siedlung |                                                      |
| 29    | Logan Drain Ditches                          | weitere Bilder                               | 4. Okt. 2001 ID-Nr. 01001155   | nördlich der Waldo Rd. und BLM Rd. 40-8-28 42° 4′ 48,2″ N, 123° 37′ 42,8″ W                            | Cave Junction, Siedlung |                                                      |
| 30    | Logan Wash Ditch                             | Logan Wash Ditch                             | 4. Okt. 2001 ID-Nr. 01001153   | historischer Kanal von Logan Wash Ditch 42° 4′ 2″ N, 123° 37′ 5,9″ W                                   | Cave Junction, Siedlung |                                                      |
| 31    | George H. Lundburg House                     | George H. Lundburg House                     | 6. März 1987 ID-Nr. 87000365   | 404 NW A St. 42° 26′ 42,5″ N, 123° 19′ 41,8″ W                                                         | Grants Pass             |                                                      |
| 32    | Robert and Lucy McLean House                 | Robert and Lucy McLean House                 | 5. Apr. 1984 ID-Nr. 84003020   | 724 NW 4th St. 42° 26′ 43,3″ N, 123° 19′ 35,9″ W                                                       | Grants Pass             |                                                      |
| 33    | Middle Ditch                                 | Middle Ditch                                 | 4. Okt. 2001 ID-Nr. 01001150   | historischer Kanal von Logan und Esterly Middle Ditch 42° 3′ 53″ N, 123° 37′ 53″ W                     | Cave Junction, Siedlung |                                                      |
| 34    | William and Nannie Naucke House              | William and Nannie Naucke House              | 5. Aug. 1999 ID-Nr. 99000946   | 24195 Redwood Highway 42° 11′ 50,4″ N, 123° 39′ 1,5″ W                                                 | Kerby                   |                                                      |
| 35    | Edwin Newell House                           | Edwin Newell House                           | 15. Nov. 1979 ID-Nr. 79002078  | 591 SW G St. 42° 26′ 24,9″ N, 123° 20′ 5,1″ W                                                          | Grants Pass             |                                                      |
| 36    | Newman United Methodist Church               | Newman United Methodist Church               | 23. Dez. 1977 ID-Nr. 77001103  | 128 NE B St. 42° 26′ 34,6″ N, 123° 19′ 27,6″ W                                                         | Grants Pass             |                                                      |
| 37    | Old Placer Mine                              |                                              | 4. Okt. 2001 ID-Nr. 01001140   | westlich der Rockydale Road und Bureau of Land Management Road 40-8-15 42° 5′ 34,6″ N, 123° 38′ 2,3″ W | Cave Junction, Siedlung |                                                      |
| 38    | Oregon Caves Chateau                         | weitere Bilder                               | 28. Mai 1987 ID-Nr. 87001346   | Oregon Caves National Monument, 19000 Caves Highway 42° 5′ 58″ N, 123° 24′ 27″ W                       | Cave Junction, Siedlung |                                                      |
| 39    | Oregon Caves Historic District               | weitere Bilder                               | 25. Feb. 1992 ID-Nr. 92000058  | Oregon Caves National Monument and Preserve, 19000 Caves Highway 42° 5′ 58″ N, 123° 24′ 25″ W          | Cave Junction, Siedlung |                                                      |
| 40    | Osgood Ditch                                 | weitere Bilder                               | 4. Okt. 2001 ID-Nr. 01001151   | historischer Kanal von Osgood Ditch 42° 2′ 30,8″ N, 123° 38′ 16,6″ W                                   | Cave Junction, Siedlung |                                                      |
| 41    | Plataurica Mine                              |                                              | 4. Okt. 2001 ID-Nr. 01001146   | südöstlich der Waldo Rd. und Waldo Lookout Rd. 42° 3′ 10,1″ N, 123° 38′ 7,1″ W                         | Cave Junction, Siedlung |                                                      |
| 42    | Rand Ranger Station                          | weitere Bilder                               | 10. Juni 1999 ID-Nr. 99000703  | 14335 Galice Road 42° 35′ 53,2″ N, 123° 34′ 59,2″ W                                                    | Merlin                  |                                                      |
| 43    | Redwoods Hotel                               | Redwoods Hotel                               | 25. Okt. 1979 ID-Nr. 79002079  | 310 NW 6th St 42° 26′ 27,9″ N, 123° 19′ 33,9″ W                                                        | Grants Pass             |                                                      |
| 44    | Reed–Cobb–Bowser House and Barn              | Reed–Cobb–Bowser House and Barn              | 30. Okt. 2017 ID-Nr. 100001772 | 1700 Merlin Rd. 42° 30′ 19,4″ N, 123° 23′ 52,4″ W                                                      | Merlin                  |                                                      |
| 45    | Riverside Park                               | weitere Bilder                               | 23. Okt. 2020 ID-Nr. 100005722 | 304 SE Park St. 42° 25′ 44,8″ N, 123° 19′ 42,2″ W                                                      | Grants Pass             |                                                      |
| 46    | Rogue River Valley Grange No. 469            |                                              | 9. März 1992 ID-Nr. 92000130   | 2064 Upper River Rd. 42° 26′ 27″ N, 123° 21′ 8,9″ W                                                    | Grants Pass             |                                                      |
| 47    | Rogue Theatre                                | Rogue Theatre                                | 30. Juni 2005 ID-Nr. 05000640  | 143 SE H St. 42° 26′ 15,8″ N, 123° 19′ 35,6″ W                                                         | Grants Pass             |                                                      |
| 48    | St. Patrick’s Roman Catholic Cemetery        | weitere Bilder                               | 4. Okt. 2001 ID-Nr. 01001137   | südöstlich der Waldo Rd. und Waldo Lookout Rd. 42° 3′ 5″ N, 123° 38′ 8,9″ W                            | Cave Junction, Siedlung |                                                      |
| 49    | Claus and Hannchen Schmidt House             | Claus and Hannchen Schmidt House             | 21. Jan. 2004 ID-Nr. 03001478  | 508 SW 5th St. 42° 26′ 13,7″ N, 123° 19′ 47,8″ W                                                       | Grants Pass             |                                                      |
| 50    | Siskiyou Smokejumper Base                    | Siskiyou Smokejumper Base                    | 17. Nov. 2006 ID-Nr. 06001035  | Smokejumper Way 42° 6′ 13,7″ N, 123° 40′ 51,6″ W                                                       | Cave Junction, Siedlung | Dieser Eintrag hat eine weitere Referenz ID 14000960 |
| 51    | Herbert and Katherine Smith House            | Herbert and Katherine Smith House            | 9. Mai 1983 ID-Nr. 83002156    | 139 SW I St. 42° 26′ 15,5″ N, 123° 19′ 44,8″ W                                                         | Grants Pass             |                                                      |
| 52    | Speed’s Place on the Rogue                   |                                              | 21. Juni 1991 ID-Nr. 91000808  | 11407 Merlin–Galice Road 42° 33′ 52,9″ N, 123° 35′ 55,3″ W                                             | Galice                  |                                                      |
| 53    | Store Gulch Guard Station No. 1020           | Store Gulch Guard Station No. 1020           | 8. Apr. 1986 ID-Nr. 86000838   | Illinois Valley Rd., im Rogue River–Siskiyou National Forest 42° 17′ 49,6″ N, 123° 45′ 5,8″ W          | Cave Junction           |                                                      |
| 54    | Upper Ditch                                  |                                              | 4. Okt. 2001 ID-Nr. 01001149   | historischer Kanal von Logan und Esterly Upper Ditch 42° 1′ 9,8″ N, 123° 38′ 6″ W                      | Cave Junction, Siedlung |                                                      |
| 55    | Amos E. Voorhies House                       | Amos E. Voorhies House                       | 23. Feb. 1990 ID-Nr. 90000282  | 421 NW B St. 42° 26′ 39,1″ N, 123° 19′ 46,6″ W                                                         | Grants Pass             |                                                      |
| 56    | Waldo Cemetery                               | Waldo Cemetery                               | 4. Okt. 2001 ID-Nr. 01001138   | südwestlich der Waldo Rd. und BLM Rd. 40-8-28 42° 3′ 28,1″ N, 123° 39′ 13,7″ W                         | Cave Junction, Siedlung |                                                      |
| 57    | Waldo Chinese Cemetery                       | Waldo Chinese Cemetery                       | 4. Okt. 2001 ID-Nr. 01001139   | südwestlich der Waldo Rd. und BLM Rd. 40-8-28 42° 3′ 27,7″ N, 123° 39′ 10,8″ W                         | Cave Junction, Siedlung |                                                      |
| 58    | Waldo Mine                                   | weitere Bilder                               | 4. Okt. 2001 ID-Nr. 01001147   | südwestlich der Waldo Rd. und BLM Rd. 40-8-28 42° 3′ 32″ N, 123° 38′ 55″ W                             | Cave Junction, Siedlung |                                                      |
| 59    | Whisky Creek Cabin                           | Whisky Creek Cabin                           | 5. Sep. 1975 ID-Nr. 75001584   | westlich von Wolf Creek am Rogue River 42° 39′ 38,2″ N, 123° 37′ 59,2″ W                               | Wolf Creek              |                                                      |
| 60    | Wimer Ditch                                  | Wimer Ditch                                  | 4. Okt. 2001 ID-Nr. 01001152   | historsicher Kanal von Wimer Ditch 42° 4′ 0,8″ N, 123° 38′ 19″ W                                       | Cave Junction, Siedlung |                                                      |
| 61    | Wolf Creek Tavern                            | weitere Bilder                               | 22. Sep. 1972 ID-Nr. 72001081  | westlicher Teilbereich am Old Pacific Highway, OR 99 42° 41′ 42,6″ N, 123° 23′ 45,6″ W                 | Wolf Creek              |                                                      |